# Gare de Leppävaara
La gare de Leppävaara (en finnois : Leppävaaran rautatieasema, code : Lpv, suédois : Alberga järnvägsstation) est une gare ferroviaire et routière située à Espoo en Finlande.
La gare est à proximité de la Kehä I à 11 km de la gare centrale d'Helsinki et elle est desservie par des trains de banlieue et par des trains interrégionaux.

## Service des voyageurs

### Desserte
La gare est desservie par les trains suivants :
| Lignes de trains         |
| ------------------------ |
| A (Helsinki–Leppävaara)  |
| E (Helsinki–Kauklahti)   |
| U (Helsinki–Kirkkonummi) |
| X (Helsinki–Kirkkonummi) |
| Y (Helsinki–Siuntio)     |
| L (Helsinki–Kirkkonummi) |

### Intermodalité
Elle est desservie par de nombreux bus dont :